# Puruliya
Puruliya là một thành phố và khu đô thị của quận Puruliya thuộc bang Tây Bengal, Ấn Độ.

## Địa lý
Puruliya có vị trí 23°20′B 86°22′Đ / 23,33°B 86,37°Đ Nó có độ cao trung bình là 228 mét (748 feet).

## Nhân khẩu
Theo điều tra dân số năm 2001 của Ấn Độ, Puruliya có dân số 113.766 người. Phái nam chiếm 52% tổng số dân và phái nữ chiếm 48%. Puruliya có tỷ lệ 68% biết đọc biết viết, cao hơn tỷ lệ trung bình toàn quốc là 59,5%: tỷ lệ cho phái nam là 76%, và tỷ lệ cho phái nữ là 60%. Tại Puruliya, 12% dân số nhỏ hơn 6 tuổi.